# زباله (فیلم ۲۰۱۴)
زباله (انگلیسی: Trash) فیلمی در ژانر ماجراجویی به کارگردانی استیون دالدری است که در سال ۲۰۱۴ منتشر شد. از بازیگران آن می‌توان به رونی مارا، مارتین شین، سلتون ملو و واگنر مورا اشاره کرد.